# Dicranum pallidisetum
Dicranum pallidisetum là một loài Rêu trong họ Dicranaceae. Loài này được (J.W. Bailey) Ireland mô tả khoa học đầu tiên năm 1965.